# Copenhagen Sprint
La Copenhagen Sprint es una carrera de un día profesional de ciclismo en ruta que se disputa en Copenhague, Capital, Dinamarca) desde 2025. Se disputa el penúltimo domingo de junio.
Desde su primera edición la carrera está integrada en el UCI WorldTour (máxima categoría mundial).

## Palmarés
| Año  | Ganador     | Segundo       | Tercero           |
| ---- | ----------- | ------------- | ----------------- |
| 2025 | Jordi Meeus | Alexis Renard | Émilien Jeannière |
| 2026 |             |               |                   |

## Palmarés por países
| País    | Victorias |
| ------- | --------- |
| Bélgica | 1         |